# Laterallus jamaicensis
Il rallo nerastro, schiribilla nera americana o voltolino nero (Laterallus jamaicensis J. F. Gmelin, 1789) è un uccello della famiglia dei Rallidi originario degli Stati Uniti, delle Grandi Antille e delle regioni occidentali del Sudamerica.

## Descrizione
Il rallo nerastro, uno dei Rallidi più piccoli del mondo, misura 12–15 cm di lunghezza e ha un'apertura alare di 22–28 cm. Ha testa grigio-nerastra (con la sommità del capo marrone cioccolato in L. j. coturniculus) e parte posteriore del collo e schiena castane o rossicce; le parti rimanenti delle regioni superiori e le ali sono marroni-nerastre, macchiate o listate di bianco; le remiganti secondarie e la coda sono macchiate di bianco. La zona che va dal mento alla parte superiore dell'addome è grigio ardesia; i fianchi, la parte inferiore dell'addome e il sottocoda sono grigio-nerastri e barrati di bianco. Il becco è nero, l'iride scarlatta e le zampe e i piedi color carne o marroni. I sessi sono simili. Gli esemplari giovani, privi della zona rossiccia sulla schiena, sono quasi del tutto scuri.

## Biologia
Il rallo nerastro sembra avere una dieta onnivora; si nutre prevalentemente di piccoli invertebrati, ma non disdegna i semi di alcune piante palustri. A causa delle piccole dimensioni, ha molti predatori, sia tra gli altri uccelli (compresi rapaci, garzette e aironi) che tra i mammiferi (come volpi e gatti), e trascorre la maggior parte del tempo ben nascosto tra la fitta vegetazione delle paludi. È una specie territoriale e durante la stagione degli amori fa udire frequentemente il suo forte richiamo.
Il rallo nerastro viene avvistato solo raramente e all'approssimarsi di un pericolo preferisce correre a rifugiarsi tra la vegetazione, piuttosto che volare. È facile intuire la sua presenza, nella maggior parte dei casi, dal suo caratteristico richiamo, ki-ki-krr, o da un ringhio aggressivo, presumibilmente di natura territoriale. La migliore opportunità per vederne un esemplare è durante le maree più alte, quando questi uccelli sono costretti ad abbandonare le paludi costiere per andarsi a rifugiare nei campi e nelle sterpaglie vicine. I periodi di alta marea sono molto rischiosi per l'animale, perché dovendo abbandonando il fitto della palude si rende più vulnerabile agli attacchi dei predatori.

## Distribuzione e habitat
Il rallo nerastro vive nelle paludi (sia d'acqua dolce che salmastra) e nelle praterie umide di una vasta area delle Americhe e dei Caraibi. L. j. jamaicensis si incontra lungo le coste orientali degli Stati Uniti, ma compare sporadicamente anche in Colorado e Minnesota (ove però non nidifica più dal 1932). Con popolazioni molto localizzate è presente nel Messico nord-orientale, in Belize, Guatemala, Costa Rica e Panama. Sull'isola di Hispaniola è divenuto molto raro, ma compare ancora frequentemente, come visitatore svernante, in Giamaica e a Cuba. In passato nidificava anche a Porto Rico, ma la popolazione ivi presente è stata sterminata dalle manguste introdotte dall'uomo, e ora sull'isola compare solamente molto di rado, unicamente come specie svernante. La presenza dell'animale è stata riscontrata anche sulle isole Vergini. L. j. coturniculus, molto raro, vive negli Stati Uniti sud-occidentali e nel Messico nord-occidentale. Le altre due sottospecie, entrambe stanziali, occupano areali limitati: L. j. murivagans vive unicamente in poche paludi costiere del Perù centrale e L. j. salinasi nella zona che va dal Perù meridionale al Cile centrale, nonché nelle regioni adiacenti dell'Argentina centro-occidentale. Negli Stati Uniti l'areale della specie si è notevolmente ridotto nel corso del XX secolo e la popolazione è molto diminuita.

## Tassonomia
Attualmente vengono riconosciute cinque sottospecie di rallo nerastro:
- Laterallus jamaicensis coturniculus (Ridgway, 1874) (dalla California centro-occidentale, Stati Uniti, alla Bassa California, Messico);
- Laterallus jamaicensis jamaicensis (J. F. Gmelin, 1789) (Stati Uniti orientali e Centroamerica orientale);
- Laterallus jamaicensis murivagans (Riley, 1916) (Perù occidentale);
- Laterallus jamaicensis salinasi (Philippi, 1857) (Cile centrale e Argentina occidentale).
- Laterallus jamaicensis tuerosi Fjeldså, 1983 (Perù)